# زرافشان
زرافشان هي مدينة بمستوى مقاطعة ومركز ولاية نواوي في أوزبكستان، وتضم بلدة مورونتاو.